# 安齊奧20毫米反器材步槍
安齊奧20毫米步槍（Anzio 20mm Rifle）是由美國槍械生產商安齊奧鐵廠（Anzio Iron Works）所研製及生產的反器材步槍，它也是近80年來第一款美國產、口徑大於.50吋，並作大量生產以在民間市場銷售的反器材步槍。該槍有三種口徑，其中最常見的版本發射M61火神式機炮所使用的20×102毫米彈藥。

## 特徵
安齊奧20毫米步槍以一個3發容量的可拆式彈匣供彈，但也可單發裝填。它具備一根49吋長（1.2米）的槍管，槍口上刻有螺紋以方便裝上槍口制動器或抑制器。

## 性能
從安齊奧步槍發射出去的20毫米彈藥，其動能約為48,000 ft·lbf（65,000 J），比起.50 BMG口徑步槍的12,200 ft·lbf（16,500 J）要多出接近4倍，.600 Nitro Express的8,200 ft·lbf（11,100 J）多出5.85倍。
安齊奧20/50發射的彈藥則是.50 BMG的增強版，開發商透過把其超音速彈頭的飛行速度有效地增加1.3倍，從而在不需要一枚更大和更重的彈頭下就能夠增加動能，以達到約22,000 ft·lbf（30,000 J） 的威力，不過在威力和射程上仍然是比不上更大的20毫米彈藥。

## 使用國
- 美国
  - 聯邦調查局：至少購買了兩枝[5]。

## 流行文化

### 電子遊戲
- 2021年—《蔚藍檔案》：靜山麻白的固有武器「正義的顯現」原型。

## 外部連結
- Anzioironworks（页面存档备份，存于）